# جوليان كروز
جوليان كروز (15 فبراير 1987 بوبايان كولومبيا - ) هو لاعب كرة قدم كولومبي يلعب كمهاجم.